# Yhapojj
Jamareuan Macaiah Jones (nacido el 9 de julio de 2003), conocido profesionalmente como Yhapojj (estilizado como YhapoJJ ), es un rapero y compositor estadounidense.  

## Biografía
Jones nació el 9 de julio de 2003  en Huntsville, Alabama. Comenzó a rapear durante los confinamientos por COVID-19. En noviembre de 2023 lanzó el EP Evolution of Xur. En diciembre de 2023, con Xaviersobased y Nettspend, Jones provocó un mini-motín en el Mercury Lounge en Manhattan.
En mayo de 2024, lanzó PS Fuck You. El álbum solo contenía una colaboración, Lil Tony, en la canción "Sswerve Geeked".

## Arte
Jones cita Thriller de Michael Jackson como una influencia. También es fan de La saga Crepúsculo. Sus canciones tienen un lobo ficticio llamado Xur. También utiliza trucos vocales similares a los de ILoveMakonnen. En colaboración con FLOOD, creó una lista de reproducción de sus influencias. La lista de reproducción incluye canciones de Gladys Knight & the Pips, The Isley Brothers, Lil' O, Z-Ro, UGK, Miley Cyrus, Lil B, OG Maco y Anquette.

## Discografía
- PD: Vete a la mierda (2024)
- Plutón (2023)
- Chica chismosa (2023)
- Mundo de Setti (2022)
- Cuando los ángeles lloran (2022)
- Ama a tus enemigos (2021)